# Simazaki Tószon
Simazaki Tószon (japánul: 島崎 藤村, Hepburn-átírással: Shimazaki Tōson) (Magome, 1872. március 25. – Tokió, 1943. augusztus 22.) japán költő, prózaíró.
Valódi neve Simazaki Haruki. Tizennégy éves volt, amikor apja megháborodott és meghalt (később a nővére is erre a sorsra jutott), s őt a család barátai nevelték fel. A tokiói protestáns Meidzsi Gakuin Egyetem elvégzése után a Meidzsi Leányiskolában kezdett tanítani, és csatlakozott a Bungakukai irodalmi folyóirat köréhez. Barátjának és példaképének, Kitamura Tókokunak 1894-es öngyilkossága nagy megrázkódtatást jelentett neki, és hatással volt későbbi munkásságára. 1896-ban az észak-japán Szendaiba ment tanítani, s ott jelentette meg első, modern romantikus verseket tartalmazó kötetét, a Vakanasú-t („Zsenge hajtások”, 1897), amely nagy kritikai sikert aratott. Később még négy verseskötetet publikált, de a századfordulótól kezdve egyre inkább a prózaírás foglalkoztatta.
Első regényét, a Hakai-t („Megszegett törvény”, 1906) a japán realista regény mérföldkövének tekintik. Hőse, a nagy beleéléssel és művészi erővel ábrázolt tanító a burakumin („érinthetetlen”) kasztba tartozik, amit egészen a cselekmény végéig sikerül eltitkolnia.
Második regénye, a Haru („Tavasz”, 1908) érzelmes megidézése pályája kezdetének, a Bungakukai-kör megalakulásának.
Az Ie („A család”, 1910–11) „a” klasszikus japán naturalista regény, két vidéki család  lassú hanyatlásának története, visszafogott, árnyalt ábrázolással. Sokan a mesterművének tekintik.
Sinszei („Új élet”, 1918–19) című regényével botrányt kavart: addigi műveinek is voltak önéletrajzi vonatkozásai, ez azonban nem is titkoltan arról szól, hogy elcsábította unokahúgát, majd amikor az teherbe esett, ő Párizsba menekült a felelősség elől, és csak évek múlva tért vissza.
1929 és 1935 között folytatásos regényt írt a Meidzsi-restaurációról Joake mae („Pirkadat előtt”) címmel, egy császárpárti vidéki értelmiségi (alig álcázottan az apja) szemszögéből, aki azonban kiábrándultan, háborodottan hal meg a végén. 1935-ben Tószont a japán PEN Klub első elnökévé választották. A Joake mae folytatását (Tóhó no mon, „A kelet kapuja”) írta, amikor 1943-ban agyvérzésben meghalt.

## Magyarul
- Akutagava Rjúnoszuke – Mijazava Kendzsi – Niimi Nankicsi – Simazaki Tószon: A Nametoko medve – Válogatás a Meidzsi, a Taiso és a Sóva korszak gyermekirodalmából, ford.: Schönau Beatrix, Primo Kiadó, Budapest, 1992. ISBN 9637838872